# Robert Bingham
Robert Worth Bingham (* 14. März 1966 in Louisville, Kentucky; † 28. November 1999 in New York City) war ein US-amerikanischer Schriftsteller und Mitherausgeber des Open City Magazine und 1999 Gründer von Open City Books.
Bingham machte 1988 seinen Abschluss an der renommierten Brown University. Anschließend erwarb er einen Master of Fine Arts an der Columbia University. Seine fiktionalen und Sachtexte erschienen in The New Yorker, und zwei Jahre lang arbeitete er als Reporter für Cambodia Daily. 1999 heiratete er. Sechs Monate danach, im Alter von 33 Jahren, starb Bingham an einer Überdosis Heroin. Zu seinen Ehren stiftete das PEN American Center den mit $25.000 (Stand 2016) dotierten Robert W. Bingham Prize für die Arbeit am zweiten Werk eines besonders talentierten literarischen Debütanten. Bingham war eng mit dem Musiker Stephen Malkmus befreundet; der Liedtitel Church on White bezieht sich auf Binghams Adresse in New York City.

## Werke
- Pure Slaughter Value (Kurzgeschichten, 1997)
- Lightning on the Sun (Roman, 2000)